# Kretzschmaria eriodendri
Kretzschmaria eriodendri är en svampart som först beskrevs av Henn., och fick sitt nu gällande namn av J.D. Rogers & Y.M. Ju 1998. Kretzschmaria eriodendri ingår i släktet Kretzschmaria och familjen kolkärnsvampar.   Inga underarter finns listade i Catalogue of Life.